# Claude Prégent
Pour les articles homonymes, voir Prégent.
Claude Prégent est un acteur québécois.

## Biographie
Claude Prégent est diplômé du Conservatoire d'art dramatique de Montréal, promotion 1978.
Aussi à l'aise devant la caméra que sur scène, Claude Prégent a été de la distribution d'un nombre impressionnant de téléromans et de téléséries depuis une vingtaine d'années : Le Temps d'une paix, À plein temps, Cormoran, Triplex, Ent'Cadieux, Lobby, Ces enfants d'ailleurs, Réseaux, Quadra, L'Ombre de l'épervier, Diva, L’auberge du chien noir et Caméra Café.
En 1998, il remporte un prix Gémeaux pour son interprétation d'Albert dans le téléroman Sous le signe du lion.
Il a également interprété de nombreux personnages au théâtre, dont celui de Géronte dans Les Fourberies de Scapin en 2001, et celui du juge Frédéric dans Maître Puntila et son valet Matti, tous deux au Théâtre du Rideau Vert.
Il est père de deux filles, Mariane et Élisabeth Prégent.

## Filmographie

### Cinéma
- 1982 : La Dernière condition : Luc Machand
- 1983 : Maria Chapdelaine : Arpenteur
- 1990 : La Nuit du visiteur
- 1999 : Le Marchand de sable
- 2001 : Crème glacée, chocolat et autres consolations : Claude

### Télévision
- 1978 : Le Clan Beaulieu (série télévisée) : Jean-Pierre Morin
- 1978 : Race de monde (série télévisée) : Ernest Beauchemin
- 1980 : Le Temps d'une paix (série télévisée) : MacPherson
- 1980 : Frédéric (série télévisée) : M. Pilon
- 1984 : À plein temps (série télévisée) : Phil Ross
- 1985 : Maria Chapdelaine (série télévisée) : Noé Lalancette
- 1987 : Bonjour docteur (série télévisée) : Pierre Jodoin
- 1988 : Robin et Stella (série télévisée) : Narrateur (voix)
- 1990 : Cormoran (série télévisée) : Viateur Bernier
- 1991 : Des fleurs sur la neige (série télévisée) : Guy St-Laurent
- 1993 : Zap (série TV) : Henri Thériault (directeur d'école)
- 1993 : Ent'Cadieux (série TV) : Inspecteur
- 1995 : Les grands procès (TV) : Coroner Vanasse
- 1996 : Lobby (série TV) : Pierre-Louis Lesage
- 1997 : Les Orphelins de Duplessis (série TV) : Dr Blackburn
- 1997 : Sous le signe du lion (série TV) : Albert Julien
- 1997 : Lapoisse et Jobard (série TV) : Monsieur Directeur
- 1997 : Diva  (série TV) : Pablo
- 1998 : Km/h  (série TV) : Gilles Leclerc, ministère du revenu inspecteur d'impôt
- 1998 : Réseaux (série TV) : Norbert Noreau
- 1999 : Catherine (série TV) : Roger Gaucher
- 2000 : Quadra (série télévisée) : ami d'Antonia
- 2000 : L'Ombre de l'épervier (série télévisée) : Dr Bossé
- 2000 : Bonjour Madame Croque Cerise (série télévisée) : Capitaine Archipel
- 2001 : Si la tendance se maintient (série télévisée) : Yvan Boileau
- 2001 : Rivière-des-Jérémie (série télévisée) : Antoine Ménard
- 2001 : L'Or (série télévisée) : François Théorêt
- 2002 : Caméra Café (série télévisée) : Normand Dugas
- 2003 : L'Auberge du chien noir (série télévisée) : Normand Castonguay
- 2010 : Mirador (série télévisée) : Jacques Blackburn
- 2016 : Ça décolle!  (série télévisée) : Rôles variés
- 2016-Aujourd'hui : 5e Rang (série télévisée) : Léopold Thompson

## Récompenses et Nominations
2013 Intronisation au Temple de la renommée des arts lors du gala des Grands Prix de la Culture de Lanaudière 20 septembre 2013.

### Nominations
Il a remporté un Prix Gémeaux pour son interprétation dans Sous le signe du lion.